# Affolement de soupapes

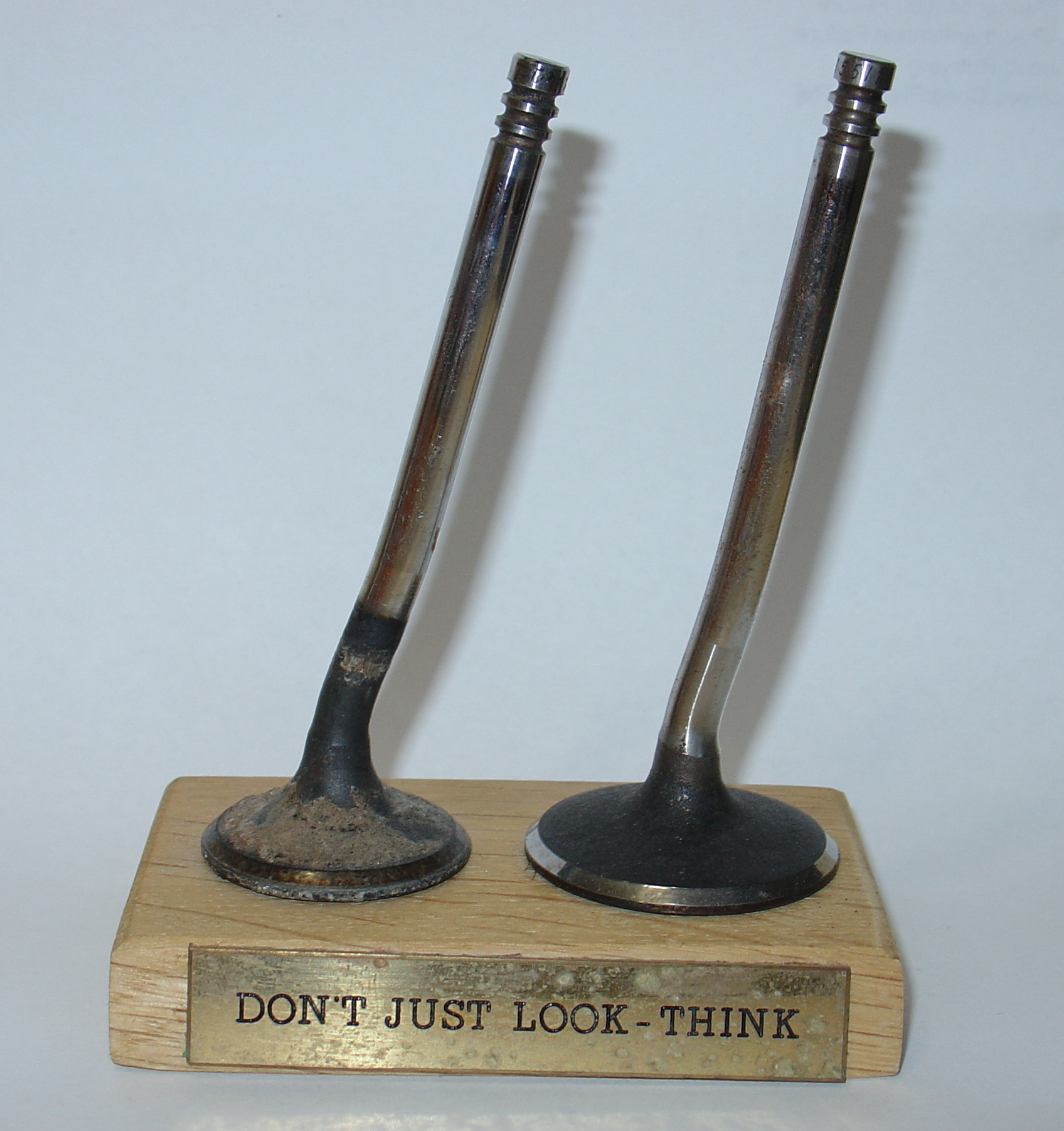
Soupapes endommagées par un surrégime.

 (janvier 2016).
Si vous disposez d'ouvrages ou d'articles de référence ou si vous connaissez des sites web de qualité traitant du thème abordé ici, merci de compléter l'article en donnant les références utiles à sa vérifiabilité et en les liant à la section « Notes et références ».
L'affolement de soupapes est un phénomène mécanique survenant dans un moteur à combustion interne lorsqu'une ou plusieurs soupapes ne suivent plus les consignes de l'arbre à cames ; en général, elles ne se referment pas suffisamment vite.
La plupart des moteurs utilisent des soupapes dont l'ouverture est commandée par un dispositif mécanique (arbre à cames ou culbuteurs), mais dont le retour est, en général, commandé par un ou plusieurs ressorts. L'affolement se produit lorsque le ressort de rappel de chaque soupape n'est pas assez puissant ou si le régime moteur dépasse celui prévu par le concepteur, par exemple en cas de surrégime.

## Phénomène
Si le réglage des soupapes n'a pas été fait correctement ou si le moteur atteint de trop hauts régimes, la soupape peut ne pas avoir le temps de revenir à sa place ou « rebondir » contre son siège. Il s'ensuit, au mieux, une perte de puissance du moteur, accompagnée d'un bruit anormal, et éventuellement une déformation de la tige de soupape, voire un choc violent de la tête de soupape sur la tête du piston lors de sa remontée, qui peut conduire à son blocage voire sa destruction.
Avec les moteurs Diesel, le risque de percussion soupape/piston est aggravé, du fait de leur très fort taux de compression qui nécessite que les pistons remontent très près de la culasse. En général, le régime de rotation de ce type de moteur est contrôlé de façon stricte et est suffisamment faible pour éviter tout problème, mais lors d'un changement de vitesse raté (rétrogradage conduisant à un surrégime), le phénomène peut se déclencher.

## Remèdes
Afin de diminuer le risque du phénomène, plusieurs stratégies sont possibles :
- ressorts à pas variable : ce qui permet d'augmenter la raideur du ressort en fin d'ouverture des soupapes donc la force de rappel (modèles de ressort présents sur tous les moteurs « modernes »)[3] ;
- durcir ou multiplier le nombre de ressort : l'affolement étant un phénomène lié à la résonance du ressort, qui se produit à certaines fréquences ; cette méthode a ses limites puisqu'un ressort plus dur demande plus d'efforts au moteur pour ouvrir la soupape associée[1]. Installer deux ressorts différents implique deux fréquences de résonance différentes : en tout temps au moins un des deux ressorts est apte à refermer correctement la soupape. Cette façon de faire est aujourd'hui systématique sur les moteurs essences et Diesel[réf. souhaitée] ;
- commander mécaniquement : la commande desmodromique permet de s’affranchir du ressort et donc de son affolement ;
- utiliser de l'air comprimé : l'air comprimé à la place des ressorts (ressort pneumatique de soupape) permet d'éliminer les risques d’affolement ;
- alléger les soupapes et leurs commandes : réduire la masse de l'ensemble mécanique (soupapes, culbuteurs, tiges de culbuteurs) permet de réduire les masses en mouvement et donc l'effort à fournir par les ressorts.

Les moteurs à soupapes latérales ne risquent pas la casse, car les soupapes ne sont pas en face du piston.